# Monte Erga
El monte Erga está situado al este del famoso paso de las Dos Hermanas de Irurzun. Tiene 1094 metros de altitud y en las inmediaciones de la cumbre, en un saliente rocoso, se encuentra la ermita de la Trinidad de Erga, a donde cada año se sube en romería.
- Datos: Q6022395
- Multimedia: Erga / Q6022395